# Freestyle ai XXIII Giochi olimpici invernali - Halfpipe maschile
La gara di halfpipe maschile di freestyle dei XXIII Giochi olimpici invernali di Pyeongchang si è svolta dal 20 al 22 febbraio 2018 al Bokwang Phoenix Park di Bongpyeong. 

## Programma
Gli orari sono in UTC+9.
| Giorno      | Ora   | Evento         |
| ----------- | ----- | -------------- |
| 20 febbraio | 13:15 | Qualificazione |
| 22 febbraio | 11:30 | Finale         |

## Risultati

### Qualificazione
| Pos. | Atleta                     | Nazione                      | Run 1 | Run 2 | Note |
| ---- | -------------------------- | ---------------------------- | ----- | ----- | ---- |
| 1    | Aaron Blunck               | Stati Uniti                  | 63.20 | 94.40 | Q    |
| 2    | Alex Ferreira              | Stati Uniti                  | 92.60 | 43.40 | Q    |
| 3    | Torin Yater-Wallace        | Stati Uniti                  | 89.60 | 33.60 | Q    |
| 4    | Byron Wells                | Nuova Zelanda                | 88.60 | 42.00 | Q    |
| 5    | Beau-James Wells           | Nuova Zelanda                | 86.20 | 88.20 | Q    |
| 6    | Kevin Rolland              | Francia                      | 87.80 | 37.80 | Q    |
| 7    | Mike Riddle                | Canada                       | 6.40  | 82.20 | Q    |
| 8    | David Wise                 | Stati Uniti                  | 24.80 | 79.60 | Q    |
| 9    | Noah Bowman                | Canada                       | 43.00 | 77.20 | Q    |
| 10   | Thomas Krief               | Francia                      | 74.40 | 25.80 | Q    |
| 11   | Nico Porteous              | Nuova Zelanda                | 51.20 | 72.80 | Q    |
| 12   | Andreas Gohl               | Austria                      | 68.60 | 31.60 | Q    |
| 13   | Simon d'Artois             | Canada                       | 66.60 | 40.40 |      |
| 14   | Murray Buchan              | Gran Bretagna                | 66.00 | 65.40 |      |
| 15   | Peter Speight              | Gran Bretagna                | 3.80  | 64.60 |      |
| 16   | Lukas Müllauer             | Austria                      | 17.00 | 63.60 |      |
| 17   | Miguel Porteous            | Nuova Zelanda                | 40.40 | 62.60 |      |
| 18   | Joel Gisler                | Svizzera                     | 59.80 | 9.80  |      |
| 19   | Rafael Kreienbühl          | Svizzera                     | 55.20 | 22.20 |      |
| 20   | Mao Bingqiang              | Cina                         | 53.00 | 54.60 |      |
| 21   | Marco Ladner               | Austria                      | 54.20 | 39.40 |      |
| 22   | Brendan Newby              | Irlanda                      | 53.80 | 53.80 |      |
| 23   | Kong Xiangrui              | Cina                         | 47.40 | 50.80 |      |
| 24   | Pavel Chupa                | Atleti Olimpici dalla Russia | 46.80 | 25.80 |      |
| 25   | Robin Briguet              | Svizzera                     | 23.00 | 29.40 |      |
| 26   | Alexander Glavatsky-Yeadon | Gran Bretagna                | 10.80 | 15.00 |      |
| 27   | Lee Kang-bok               | Corea del Sud                | 5.80  | 13.00 |      |

### Finale
| Pos.    | Atleta              | Nazione       | Run 1 | Run 2 | Run 3 | Punti |
| ------- | ------------------- | ------------- | ----- | ----- | ----- | ----- |
| Oro     | David Wise          | Stati Uniti   | 17.00 | 6.40  | 97.20 | 97.20 |
| Argento | Alex Ferreira       | Stati Uniti   | 92.60 | 96.00 | 96.40 | 96.40 |
| Bronzo  | Nico Porteous       | Nuova Zelanda | 82.40 | 94.80 | 30.00 | 94.80 |
| 4       | Beau-James Wells    | Nuova Zelanda | 87.40 | 52.20 | 91.60 | 91.60 |
| 5       | Noah Bowman         | Canada        | 89.40 | 19.20 | 11.20 | 89.40 |
| 6       | Mike Riddle         | Canada        | 85.40 | 26.00 | 27.40 | 85.40 |
| 7       | Aaron Blunck        | Stati Uniti   | 81.40 | 5.60  | 84.80 | 84.80 |
| 8       | Andreas Gohl        | Austria       | 14.60 | 46.00 | 68.80 | 68.80 |
| 9       | Torin Yater-Wallace | Stati Uniti   | 65.20 | 28.80 | 12.20 | 65.20 |
| 10      | Thomas Krief        | Francia       | 9.80  | DNS   | DNS   | 9.80  |
| 11      | Kevin Rolland       | Francia       | 6.40  | 6.40  | 5.60  | 6.40  |
| 12      | Byron Wells         | Nuova Zelanda | DNS   | DNS   | DNS   | DNS   |